# تعليمات العمل
تعلیمات العمل ھي الوثيقة الأکثر تفصیلا والأکثر تخصیصا من جمیع وثائق معايير أيزو 9000. تقوم هذه الوثيقة بوصف تعليمات العمل بالتفصيل وكيفية تنفيذ مهام معينة. عادة ما تكون تعليمات العمل مكتوبة من قبل الأشخاص الذين يؤدون العمل الفعلي. معايير أيزو 9000 لـ 2008 تتطلب أن تكون تعليمات العمل المكتوبة هي فقط التعليمات التي تضيف قيمة حقيقية للشركة. من الشائع أن يتم توثيق كل مهمة في الشركة. تعليمات العمل مطلوبة من القسم 7.5.1 من أيزو 9000 لـ 2008.

## السجلات
السجلات تختلف عن الوثيقة المذكورة أعلاه، والتي توفر توجيهات حول كيفية القيام بأعمال تجارية. ومن ناحية أخرى، تعتبر السجلات دليلا على القيام بالأمور.

## الروابط الخارجية
- ايزو 9000 (ISO 9000)